# Ascolepis spinulosa
Ascolepis spinulosa är en halvgräsart som beskrevs av Paul Goetghebeur. Ascolepis spinulosa ingår i släktet Ascolepis och familjen halvgräs.
Artens utbredningsområde är Kongo-Kinshasa. Inga underarter finns listade i Catalogue of Life.